# Luther Holbert
Luther Holbert (c. 1852 – 7 de febrero de 1904) fue un hombre negro que fue torturado y linchado por una turba blanca en Doddsville, Misisipi, el domingo 7 de febrero de 1904, luego de ser acusado de un doble asesinato. Una mujer negra cuya identidad es desconocida que estaba con Holbert también fue torturada y linchada. Otros tres hombres negros fueron asesinados durante la búsqueda de Holbert y la mujer.

## Vida personal
Holbert nació como esclavo alrededor de 1852 en Misisipi. Fue liberado después de la guerra civil estadounidense en 1865 y se casó con Annie en 1884; tuvieron cuatro hijos. Holbert además tuvo un hijo con una amante.

## Antecedentes
El miércoles 3 de febrero de 1904, el terrateniente blanco James Eastland fue a buscar a Holbert para ordenarle que abandonara la plantación. Tres hombres murieron en el encuentro que ocurrió después. Hubo un enfrentamiento y se alega que Holbert disparó a Eastland y a un hombre afroamericano llamado John Carr. Eastland respondió a los disparos y mató a un hombre negro llamado John Winters. Otros afirmaron que Eastland había atacado a Holbert por incitar a otros trabajadores negros endeudados a huir de sus condiciones laborales similares a la esclavitud de la servidumbre por deudas.
La noticia llegó a la ciudad y se formó un grupo de búsqueda. Los familiares de Eastland ofrecieron una recompensa de 1.200 dólares (unos 37.000 dólares en 2021). Llegaron a la plantación y asesinaron a un hombre negro no identificado. Holbert y una mujer negra ya habían huido. Se formaron varias cuadrillas con equipos de sabuesos. El 4 de febrero de 1904, uno de los grupos mató a otros dos hombres negros.
El 5 de febrero, el hijo de Holbert, de dieciséis años, fue detenido bajo sospecha de estar involucrado y posteriormente fue liberado. El domingo 7 de febrero de 1904, un grupo búsqueda finalmente alcanzó a Holbert y a la mujer. Fueron encontrados por mañana durmiendo en una zona boscosa cerca de Shepardstown (cerca de Morgan City, Misisipi).

## Linchamiento
Se informó que alrededor de 1.000 personas observaron y aplaudieron mientras Holbert y la mujer eran torturados y asesinados por la turba. Había un ambiente de fiesta con gente comiendo huevos rellenos y bebiendo limonada y whisky. Algunas personas regresaron a casa con partes de los cuerpos de las víctimas. El linchamiento fue planeado para un domingo por la tarde para poder contar con una gran multitud y tuvo lugar en los terrenos de una iglesia negra en Doddsville.
Holbert y la mujer fueron devueltos a Doddsville por la turba. Los ataron a un árbol mientras preparaban una hoguera. La turba le cortó los dedos y las orejas a las víctimas y los repartieron como recuerdos. A Holbert lo golpearon tan brutalmente en la cabeza que uno de sus ojos colgaba de su cuenca. Algunos miembros de la muchedumbre sacaron entonces grandes sacacorchos y los clavaron en las piernas y el torso de Holbert. Según el Vicksburg Evening Post, "los taladraron hasta la carne... y sacaba las espirales arrancando grandes trozos de carne cruda y temblorosa cada vez".
Ambas víctimas estaban plenamente conscientes cuando fueron llevadas a la hoguera. Primero quemaron a la mujer delante de Holbert, y luego lo quemaron a él.

## Juício
C. C. Eastland fue arrestado por el asesinato de Holbert y la mujer anónima. Cuando el caso estuvo ante un juez, el 22 de septiembre de 1904, el abogado de Eastland presentó una moción para desestimar todos los cargos. El juez así lo hizo y Eastland fue liberado. Se informó que una gran multitud aplaudió la decisión. Nadie fue procesado jamás por el linchamiento.

## Legado
En noviembre de 1904, Woods Caperton Eastland, uno de los hermanos que lideraba el grupo, tuvo un hijo; se le llamó James Eastland en honor a su tío, y llegó a ser senador de los Estados Unidos. Fue un líder político a favor de la segregación racial durante el movimiento por los derechos civiles, y a menudo se refería a los afroamericanos como "una raza inferior".
En 1936, el brutal asesinato de Holbert fue referenciado en el tema de blues de Bo Carter "All Around Man", cuya letra habla de "el carnicero", "atornillar", "moler" y "perforar tu agujero hasta que llegue el barrendero".
En 2018, la tortura, quema y linchamiento de Holbert fueron reconocidos en el Monumento Nacional por la Paz y la Justicia de Alabama.